# Tulcán
Tulcán Carchi tartomány székhelye Ecuadorban. A város lakossága mintegy 83 000 fő. Tulcán híres termálvizéről és műkertészeti temetőkertjéről (a világon a második), amelyet José Franco tervezett. Ez a település Ecuador legmagasabban fekvő települése a maga 2950 méteres tengerszint feletti magasságával.

## Kolumbia közelsége
A kolumbiai határtól mindössze 7 kilométerre található város lakóinak nem kell felmutatniuk útlevelet a két országot összekötő hídon (Rumichaca-híd) átkelve. A települést északról a kolumbiai Ipiales város határolja, délen a Huaca kanton, keletre az Amazonasban található Sucumbíos tartomány és nyugatról a partvidéki Esmeraldas tartomány. 
A város nevezetes a polgári kultúrájáról és modern üzleti életéről.

## Közlekedés
Tulcan szárazföldi és légi összeköttetése jó: a pánamerikai főútvonal valamint a Luis A. Mantilla repülőtér.